# Impronta filial
La impronta filial o imprinting es un mecanismo innato de fijación y reconocimiento consistente en seguir el primer objeto que se mueve visto después de la eclosión o el nacimiento. Este objeto generalmente será la madre. 
Este fenómeno ocurre durante una breve fase de tiempo, variable según las especies, que puede ser de días para, por ejemplo, las aves acuáticas o incluso semanas para animales como los perros. A este período crítico en el que se va a producir la improntación se le llama fase sensitiva.
Por lo general, en los depredadores, este intervalo temporal es posterior al nacimiento porque vienen al mundo con un sistema neurológico todavía muy inmaduro, dilatándose mucho este período sensible en el que se produce la impronta y el resto del aprendizaje en general. En cambio, las especies presas suelen ser más precoces en su desarrollo y la fase sensitiva llega tras la eclosión o el alumbramiento ya que neurológicamente nacen mucho más maduras y con los sentidos plenamente desarrollados.
Este seguimiento hacia los padres a tan temprana edad garantiza que las crías se alejen oportunamente de los depredadores, sean protegidas contra los mismos, aprendan a encontrar tanto alimento como agua y obtengan calor suministrado por los propios padres. Es por tanto muy beneficioso en términos evolutivos. Además, se observó que cuando alcanzaban la madurez sexual esos individuos dirigían su conducta sexual hacia los modelos semejantes de los cuales se improntaban, lo que recibió el nombre de impronta sexual.